# David Marrero
David Marrero (Las Palmas, Spanyolország, 1980. április 8.) spanyol hivatásos teniszező. Elsősorban páros tornákon ér el eredményeket.  Legnagyobb sikere a 2013-as ATP World Tour Finalson aratott páros győzelme honfitársával Fernando Verdascóval, ahol a döntőben az amerikai Bob Bryan, Mike Bryan testvérpárt győzték le. Ezen kívül még 13 páros ATP-tornát nyert meg.

## ATP-döntői

### Páros

#### Győzelmei (14)
| Összesítés                                            | Összesítés |
| ----------------------------------------------------- | ---------- |
| Grand Slam-torna                                      | (0)        |
| ATP World Tour Masters 1000 / ATP Masters Series      | (1)        |
| ATP World Tour 500 Series / International Series Gold | (5)        |
| ATP World Tour 250 Series / International Series      | (7)        |
| ATP World Tour Finals / Tennis Masters Cup            | (1)        |

|    | Dátum                | Torna                                       | Borítás    | Partner           | Ellenfelek a döntőben                          | Eredmény a döntőben |
| 1  | 2010. május 9.       | Estoril Open, Estoril                       | Salak      | Marc López        | Pablo Cuevas Marcel Granollers                 | 6–7(1), 6–4, [10–4] |
| 2  | 2010. július 25.     | German Open Hamburg, Hamburg                | Salak      | Marc López        | Jérémy Chardy Paul-Henri Mathieu               | 6–3, 2–6, [10–8]    |
| 3  | 2012. február 26.    | Copa Claro, Buenos Aires                    | Salak      | Fernando Verdasco | Michal Mertiňák André Sá                       | 6–4, 6–4            |
| 4  | 2012. március 4.     | Abierto Mexicano Telcel, Acapulco           | Salak      | Fernando Verdasco | Marcel Granollers Marc López                   | 6–3, 6–4            |
| 5  | 2012. július 15.     | ATP Vegeta Croatia Open Umag, Umag          | Salak      | Fernando Verdasco | Marcel Granollers Marc López                   | 6–3, 7–6(4)         |
| 6  | 2012. július 22.     | German Open Hamburg, Hamburg                | Salak      | Fernando Verdasco | Daniel Muñoz-de la Nava Rogério Dutra da Silva | 6–4, 6–3            |
| 7  | 2013. március 3.     | Abierto Mexicano Telcel, Acapulco           | Salak      | Łukasz Kubot      | Simone Bolelli Fabio Fognini                   | 7–5, 6–2            |
| 8  | 2013. július 28.     | ATP Vegeta Croatia Open Umag, Umag          | Salak      | Martin Kližan     | Nicholas Monroe Simon Stadler                  | 6–1, 5–7, [10–7]    |
| 9  | 2013. szeptember 22. | St. Petersburg Open, Szentpétervár          | Kemény (f) | Fernando Verdasco | Dominic Inglot Gyenisz Isztomin                | 6–1, 5–7, [10–7]    |
| 10 | 2013. november 11.   | ATP World Tour Finals, London               | Kemény (f) | Fernando Verdasco | Bob Bryan Mike Bryan                           | 7–5, 6–7(3), [10–7] |
| 11 | 2015. május 17.      | Internazionali BNL d’Italia, Róma           | Salak      | Pablo Cuevas      | Marcel Granollers Marc López                   | 6–4, 7–5            |
| 12 | 2016. július 17.     | Swedish Open, Båstad                        | Salak      | Marcel Granollers | Marcus Daniell Marcelo Demoliner               | 6–2, 6–3            |
| 13 | 2016. július 24.     | Konzum Croatia Open, Umag                   | Salak      | Martin Kližan     | Nikola Mektić Antonio Šančić                   | 6–4, 6–2            |
| 14 | 2018. február 25.    | Rio Open presented by Claro, Rio de Janeiro | Salak      | Fernando Verdasco | Nikola Mektić Alexander Peya                   | 5–7, 7–5 [10–8]     |

#### Elvesztett döntői (16)
|    | Dátum                | Torna                                        | Borítás    | Partner             | Ellenfelek a döntőben                 | Eredmény a döntőben   |
| 1  | 2011. május 1.       | Estoril Open, Estoril                        | Salak      | Marc López          | Eric Butorac Jean-Julien Rojer        | 3–6, 4–6              |
| 2  | 2011. május 22.      | Open de Nice Côte d’Azur, Nizza              | Salak      | Santiago González   | Eric Butorac Jean-Julien Rojer        | 3–6, 4–6              |
| 3  | 2011. szeptember 25. | BRD Năstase Țiriac Trophy, Bukarest          | Salak      | Julian Knowle       | Daniele Bracciali Potito Starace      | 6–3, 4–6, [8–10]      |
| 4  | 2011. október 23.    | Kremlin Cup, Moszkva                         | Kemény (f) | Carlos Berlocq      | František Čermák Filip Polášek        | 3–6, 1–6              |
| 5  | 2012. május 6.       | Estoril Open, Estoril                        | Salak      | Julian Knowle       | Iszámul-Hak Kuraisi Jean-Julien Rojer | 5–7, 5–7              |
| 6  | 2012. október 28.    | Valencia Open 500, Valencia                  | Kemény (f) | Fernando Verdasco   | Alexander Peya Bruno Soares           | 3-6, 2-6              |
| 7  | 2013. október 28.    | Shanghai Masters, Sanghaj                    | Kemény     | Fernando Verdasco   | Ivan Dodig Marcelo Melo               | 6-7(2), 7-6(6) [2-10] |
| 8  | 2014. február 23.    | Rio Open, Rio de Janeiro                     | Salak      | Marcelo Melo        | Juan Sebastian Cabal Robert Farah     | 4-6, 2-6              |
| 9  | 2014. április 13.    | U.S. Men’s Clay Court Championships, Houston | Salak      | Fernando Verdasco   | Bob Bryan Mike Bryan                  | 4-6, 3-6              |
| 10 | 2014. május 4.       | Portugal Open, Oeiras                        | Salak      | Pablo Cuevas        | Santiago González Scott Lipsky        | 3-6, 6-3, [8-10]      |
| 11 | 2015. május 3.       | Millennium Estoril Open, Estoril             | Salak      | Marc López          | Treat Conrad Huey Scott Lipsky        | 1-6, 4-6              |
| 12 | 2015. június 28.     | Aegon Open Nottingham, Nottingham            | Fű         | Pablo Cuevas        | Chris Guccione André Sá               | 2-6, 5-7              |
| 13 | 2016. február 21.    | Rio Open, Rio de Janeiro                     | Salak      | Pablo Carreno Busta | Juan Sebastian Cabal Robert Farah     | 6-7(5), 1-6           |
| 14 | 2016. február 28.    | Brasil Open, São Paulo                       | Salak      | Pablo Carreno Busta | Julio Peralta Horacio Zeballos        | 6-4, 1-6, [5-10]      |
| 15 | 2017. február 19.    | Argentina Open, Buenos Aires                 | Salak      | Santiago González   | Juan Sebastian Cabal Robert Farah     | 1-6, 4-6              |
| 16 | 2017. május 7.       | Millennium Estoril Open, Estoril             | Salak      | Tommy Robredo       | Ryan Harrison Michael Venus           | 5-7, 2-6              |

## Eredményei Grand Slam-tornákon

### Párosban
| Grand Slam | Australian Open               | Australian Open                            | Roland Garros                 | Roland Garros                         | Wimbledon              | Wimbledon                              | US Open                       | US Open                          |
| Év         | Eredmény Partner              | Utolsó ellenfél                            | Eredmény Partner              | Utolsó ellenfél                       | Eredmény Partner       | Utolsó ellenfél                        | Eredmény Partner              | Utolsó ellenfél                  |
| ---------- | ----------------------------- | ------------------------------------------ | ----------------------------- | ------------------------------------- | ---------------------- | -------------------------------------- | ----------------------------- | -------------------------------- |
| 2010       | –                             | –                                          | 1. kör Stephane Robert        | Szerhij Sztahovszkij Mihail Juzsnij   | 2. kör Marc López      | Julian Knowle Andi Rám                 | 2. kör Rubén Ramírez Hidalgo  | Wesley Moodie Dick Norman        |
| 2011       | 3. kör Rubén Ramírez Hidalgo  | Eric Butorac Jean-Julien Rojer             | 2. kör Marc López             | Christopher Kas Alexander Peya        | 2. kör Marc López      | Simon Aspelin Paul Hanley              | Negyeddöntő Andreas Seppi     | Jürgen Melzer Philipp Petzschner |
| 2012       | 2. kör Marc López             | Michaël Llodra Nenad Zimonjic              | 2. kör Carlos Berlocq         | Jürgen Melzer Philipp Petzschner      | 3. kör Andreas Seppi   | James Cerretani Édouard Roger-Vasselin | 1. kör Fernando Verdasco      | Julian Knowle Filip Polasek      |
| 2013       | Negyeddöntő Fernando Verdasco | Robin Haase Igor Sijsling                  | Negyeddöntő Fernando Verdasco | Bob Bryan Mike Bryan                  | 2. kör Andreas Seppi   | Bob Bryan Mike Bryan                   | 1. kör Fernando Verdasco      | Jamie Murray John Peers          |
| 2014       | 2. kör Fernando Verdasco      | Alex Bolt Sam Groth                        | 2. kör Fernando Verdasco      | Andrey Golubev Edouard Roger-Vasselin | 3. kör Pablo Cuevas    | Daniel Nestor Nenad Zimonjic           | Negyeddöntő Fernando Verdasco | Bob Bryan Mike Bryan             |
| 2015       | Negyeddöntő Pablo Cuevas      | Simone Bolelli Fabio Fognini               | 2. kör Pablo Cuevas           | Carlos Berlocq Leonardo Mayer         | 1. kör Pablo Cuevas    | Treat Conrad Huey Scott Lipsky         | 1. kör Pablo Cuevas           | Tommy Haas Radek Štěpánek        |
| 2016       | 1. kör Guillermo García López | Łukasz Kubot Marcin Matkowski              | 2. kör Pablo Carreno Busta    | Radek Štěpánek Nenad Zimonjic         | 1. kör Nicolás Almagro | Lleyton Hewitt Jordan Thompson         | 3. kör Fernando Verdasco      | Bob Bryan Mike Bryan             |
| 2017       | 1. kör Santiago González      | Henri Kontinen John Peers                  | 3. kör Tommy Robredo          | Juan Sebastian Cabal Robert Farah     | –                      | –                                      | 1. kör Benoît Paire           | Steve Darcis Dúdí Szela          |
| 2018       | 2. kör Scott Lipsky           | Pablo Carreno Busta Guillermo García López |                               |                                       |                        |                                        |                               |                                  |